# سيمون كانز
سيمون كانز (بالإنجليزية: Simon Kunz)‏ هو ممثل أمريكي، ولد في 1962 بلندن في المملكة المتحدة.

## أعمال

### أفلام
- (1998) ذي بارينت تراب
- (2011) المنتقم الأول
- (2017) الأجنبي

### مسلسلات
- ذا لاست كينغدوم

## وصلات خارجية
- سيمون كانز على موقع IMDb (الإنجليزية)
- سيمون كانز على موقع قاعدة بيانات الفيلم (الإنجليزية)